# Cyrtodactylus khasiensis
Espèce
Synonymes
- Pentadactylus khasiensis Jerdon, 1870
- Cyrtodactylus himalayicus Annandale 1906

Cyrtodactylus khasiensis est une espèce de geckos de la famille des Gekkonidae.

## Répartition
Cette espèce se rencontre :
- en Assam, au Bengale-Occidental et au Meghalaya en Inde ;
- au Bhoutan ;
- au Tibet en République populaire de Chine.

## Liste des sous-espèces
Selon The Reptile Database (24 janvier 2014) :
- Cyrtodactylus khasiensis cayuensis Pi-peng, 2007
- Cyrtodactylus khasiensis khasiensis (Jerdon, 1870)

La sous-espèce Cyrtodactylus khasiensis tamaiensis a été élevée au rang d'espèce.

## Étymologie
Son épithète spécifique, composée de khasi et du suffixe latin -ensis, « qui vit dans, qui habite », lui a été donnée en référence au lieu de sa découverte : le Khasi Hills.

## Publications originales
- Jerdon, 1870 : Notes on Indian Herpetology. Proceedings of the Asiatic Society of Bengal, vol. 1870, p. 66-85 (texte intégral).
- Li, 2007 : Description of a new subspecies of Crytodactylus khasiensis from China. Acta Zootaxonomica Sinica, vol. 32, no 3, p. 733-737.